# Mark 83
Mark 83 — авіаційна бомба вагою 1014 фунтів (460 кг). Некерована авіабомба звичайного (стандартного) спорядження з низьким аеродинамічним опором. Mk83 є частиною серії «Mark 80» Сполучених Штатів. Має номінальну вагу 460 кг, але її фактична вага може коливатися від 985 фунтів (447 кг) до 1030 фунтів (468 кг) в залежності від модифікації. Вибухова речовина зазвичай складається з трітоналу, хоча іноді використовуються й інші речовини. Корпус виготовляється зі сталі. Він заповнений 202 кг вибухівки. Mk83 є боєголовкою для бомб із лазерним наведенням GBU-16, GBU-32 та JDAM.

## Розробка та розгортання
Авіабомба Mk83 розроблена в США в 1950-х роках. 
Номінальна вага бомби становить 1 000 фунтів (450 кг), хоча її фактична вага варіюється від 985 фунтів (447 кг) до 1 030 фунтів (468 кг) залежно від варіантів підривача та конфігурації стабілізаторів. Mk 83 має обтічний сталевий корпус, що містить 445 фунтів (202 кг) вибухової речовини трітонал. Коли бомба споряджена термічно нечутливою вибуховою речовиною PBXN-109, вона отримує позначення BLU-110.
Mk 83/BLU-110 використовується як бойова частина для різних високоточних озброєнь, зокрема керованих авіабомб GBU-16 Paveway з лазерним наведенням, GBU-32 JDAM, а також морських мін Quickstrike.
Ця бомба найчастіше використовується Військово-морськими силами США, але також застосовується ПС США на винищувачі F-22A у конфігурації JDAM. Згідно з тестовим звітом, проведеним Комітетом з перегляду безпеки вибухових речовин у системах озброєнь ВМС США після пожежі на авіаносці USS Forrestal у 1967 році, час передчасного пострілу Mk 83 становить приблизно 8 хвилин 40 секунд.

## Бойове застосування
Авіабомби Mark 83 застосовувалися в більшості конфліктів за участі США.

### Індо-пакистанський конфлікт
Mk 83 застосовується як бойова частина в різних пакистанських високоточних авіабомбах, розроблених компанією GIDS. Під час операції «Swift Retort» у 2019 році два винищувачі JF-17 Thunder 16-ї ескадрильї «Чорні пантери», оснащені новітніми бомбами Mk 83 Range Extension Kit (REK), завдали удару по військових цілях на підконтрольній Індії території Кашміру.

### Російсько-українська війна
В лютому 2025 року стало відомо, що ПС ЗСУ перші у світі почали використовувати бомби Mark 83, адаптовані під використання комплекту планування та корекції JDAM-ER. 39 бригада тактичної авіації опублікувала відео, в якому показано як український Су-27 скидає пару високоточних плануючих авіабомб на російські позиції в лісосмузі.